# Bobsleigh als Jocs Olímpics d'Hivern de 2018 - dues dones
La prova de dues dones de bobsleigh  dels Jocs Olímpics d'Hivern de 2018 de Pyeongchang va ser una de les tres proves que conformà el programa oficial de bobsleigh dels Jocs. La prova es disputà entre el 20 i el 21 de febrer de 2018 a l'Alpensia Sliding Centre.

## Medaller
| Or                                      | Argent                                         | Bronze                                    |
| AlemanyaMariama Jamanka · Lisa Buckwitz | Estats UnitsElana Meyers Taylor · Lauren Gibbs | CanadàKaillie Humphries · Phylicia George |

## Resultats
Les dues primeres sèries es van disputar el 20 de febrer i les dues darreres el 21 de febrer.
| Pos.    | Dorsal | CON                        | Corredors                                                        | Cursa 1  | Cursa 2 | Cursa 3  | Cursa 4 | Total   | Temps perdut |
| ------- | ------ | -------------------------- | ---------------------------------------------------------------- | -------- | ------- | -------- | ------- | ------- | ------------ |
| 1       | 6      | Alemanya                   | Mariama Jamanka Lisa Buckwitz                                    | 50.54    | 50.72   | 50.49    | 50.70   | 3:22.45 | –            |
| 2       | 5      | Estats Units               | Elana Meyers Taylor Lauren Gibbs                                 | 50.52 TR | 50.81   | 50.46 TR | 50.73   | 3:22.52 | +0.07        |
| 3       | 4      | Canadà                     | Kaillie Humphries Phylicia George                                | 50.72    | 50.88   | 50.52    | 50.77   | 3:22.89 | +0.44        |
| 4       | 8      | Alemanya                   | Stephanie Schneider Annika Drazek                                | 50.63    | 50.93   | 50.71    | 50.70   | 3:22.97 | +0.52        |
| 5       | 7      | Estats Units               | Jamie Greubel Poser Aja Evans                                    | 50.59    | 50.99   | 50.59    | 50.85   | 3:23.02 | +0.57        |
| 6       | 9      | Canadà                     | Alysia Rissling Heather Moyse                                    | 50.81    | 50.95   | 50.83    | 51.04   | 3:23.63 | +1.18        |
| 7       | 13     | Canadà                     | Christine de Bruin Melissa Lotholz                               | 50.94    | 50.91   | 50.75    | 51.29   | 3:23.89 | +1.44        |
| 8       | 17     | Regne Unit                 | Mica McNeill Mica Moore                                          | 50.77    | 50.95   | 51.16    | 51.19   | 3:24.07 | +1.62        |
| 9       | 12     | Suïssa                     | Sabina Hafner Rahel Rebsamen                                     | 50.86    | 51.16   | 51.07    | 51.21   | 3:24.30 | +1.85        |
| 10      | 14     | Àustria                    | Christina Hengster Valerie Kleiser                               | 51.23    | 51.04   | 51.00    | 51.24   | 3:24.51 | +2.06        |
| 11      | 15     | Bèlgica                    | Elfje Willemsen Sara Aerts                                       | 51.03    | 51.27   | 51.10    | 51.21   | 3:24.61 | +2.16        |
| DQ (12) | 11     | Atletes Olímpics de Rússia | Nadezhda Sergeeva Anastasia Kocherzhova                          | 51.01    | 51.49   | 51.29    | 51.37   | 3:25.16 | +2.71        |
| 13      | 20     | Bèlgica                    | An Vannieuwenhuyse Sophie Vercruyssen                            | 51.24    | 51.28   | 51.53    | 51.20   | 3:25.25 | +2.80        |
| 14      | 10     | Alemanya                   | Anna Köhler Erline Nolte                                         | 51.21    | 51.20   | 51.46    | 51.41   | 3:25.28 | +2.83        |
| 15      | 1      | Corea del Sud              | Kim Yoo-ran Kim Min-seong                                        | 51.24    | 51.20   | 51.32    | 51.55   | 3:25.31 | +2.86        |
| 16      | 19     | Romania                    | Maria Constantin Andreea Grecu                                   | 51.17    | 51.40   | 51.39    | 51.57   | 3:25.53 | +3.08        |
| 17      | 3      | Atletes Olímpics de Rússia | Alexandra Rodionova Yulia Belomestnykh                           | 51.29    | 51.47   | 51.41    | 51.55   | 3:25.72 | +3.27        |
| 18      | 16     | Àustria                    | Katrin Beierl Victoria Hahn                                      | 51.49    | 51.41   | 51.51    | 51.43   | 3:25.84 | +3.39        |
| 19      | 18     | Jamaica                    | Jazmine Fenlator-Victorian Carrie Russell                        | 51.29    | 51.50   | 51.83    | 51.32   | 3:25.94 | +3.49        |
| 20      | 2      | Nigèria                    | Seun Adigun Akuoma Omeoga (Cursa 1-2) Ngozi Onwumere (Cursa 3-4) | 52.21    | 52.55   | 52.31    | 52.53   | 3:29.60 | +7.15        |